# 中国北方航空
中国北方航空（ちゅうごく-ほっぽう-こうくう）は中華人民共和国で1988年から2002年まで運航されていた航空会社である。

## コードデーター
- IATA航空会社コード：CJ
- ICAO航空会社コード：CBF
- コールサイン：China Northern

　このコードは現在使われていない。

## 概要
中華人民共和国の航空当局の政策により1988年に中国民用航空総局（CAAC）の瀋陽管理局を引き継いで誕生。主にエアバス社やマクドネル・ダグラス社の旅客機を運航し、中国東北部を結ぶ路線が中心であるが、韓国や日本への路線もあった。
中華人民共和国政府による旧民航系の航空会社の集約政策により、2002年に中国新疆航空とともに中国南方航空へ併合され、中国南方航空北方分公司となった。

## 画像

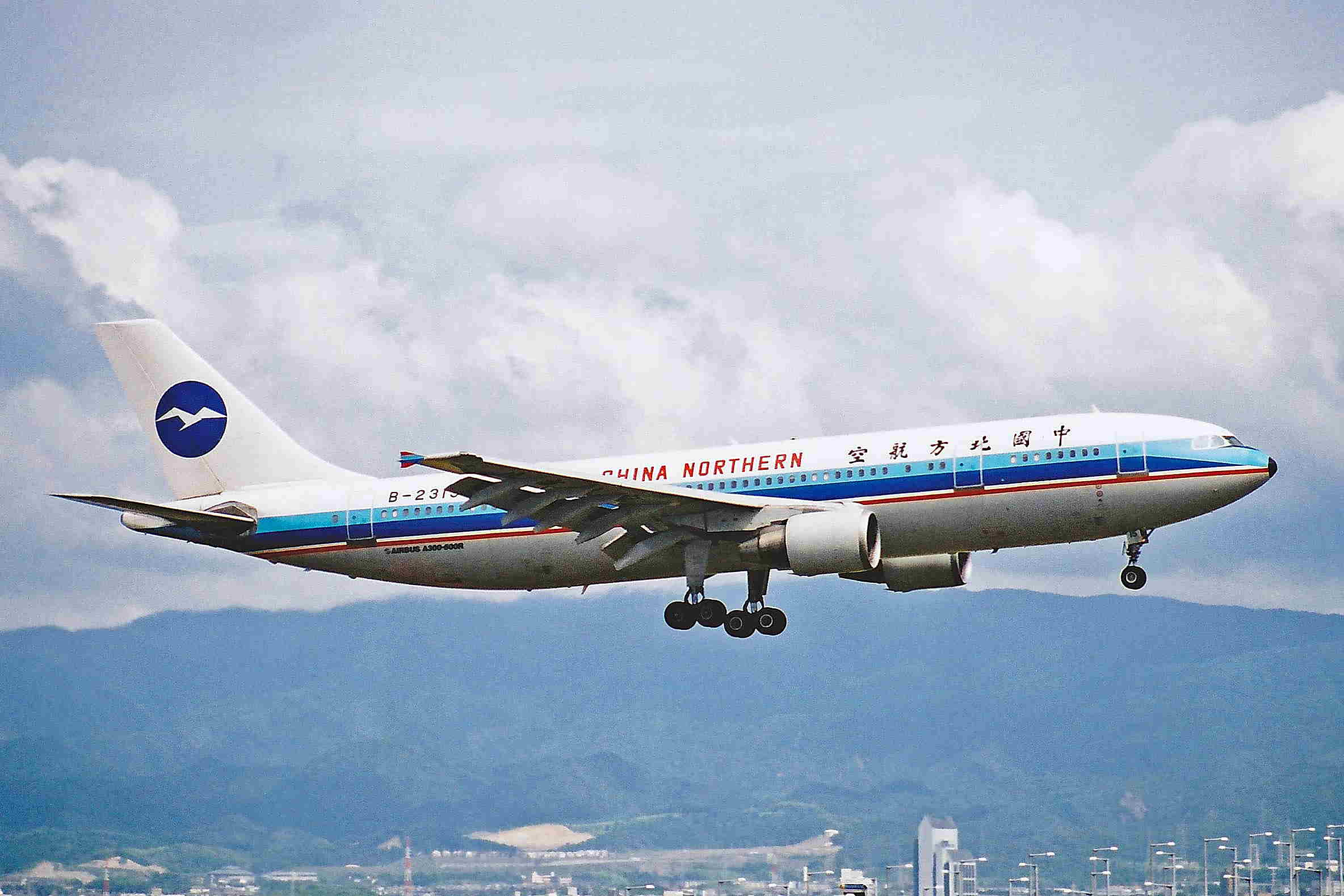
エアバスA300-600R
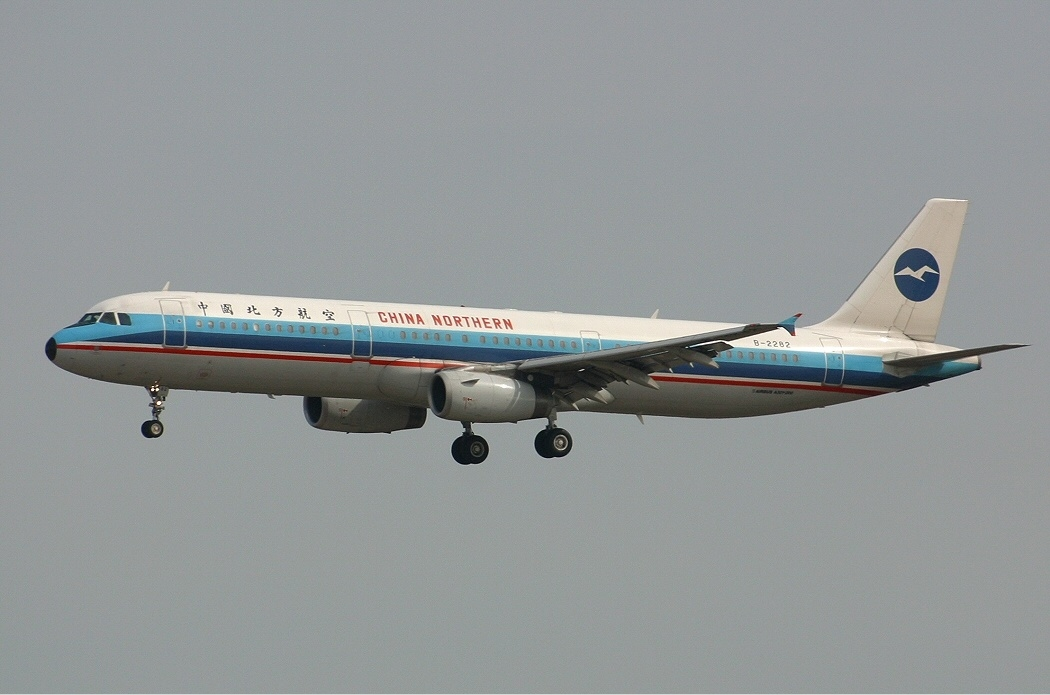
エアバスA321-200
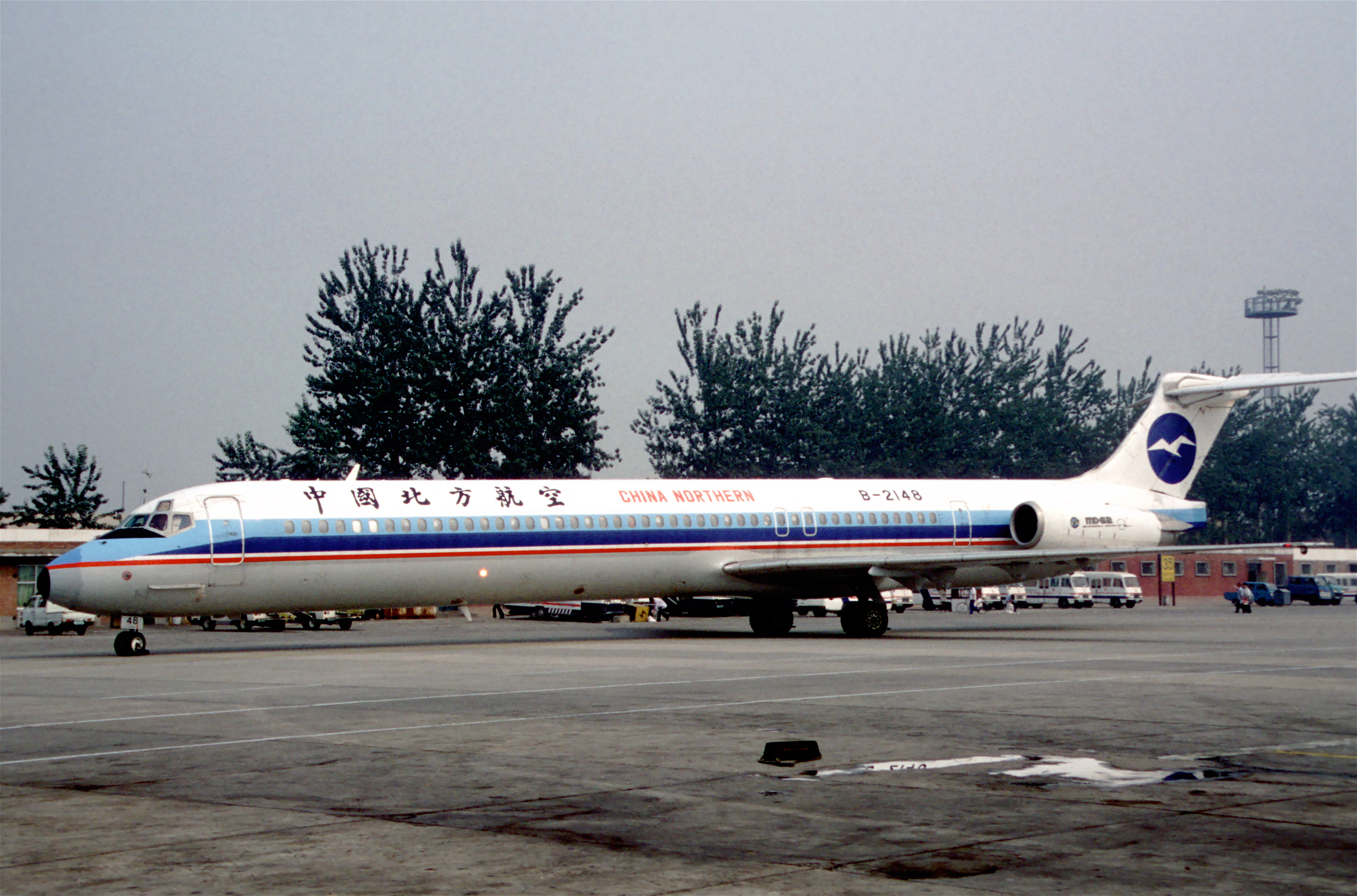
マクドネル・ダグラスMD-82
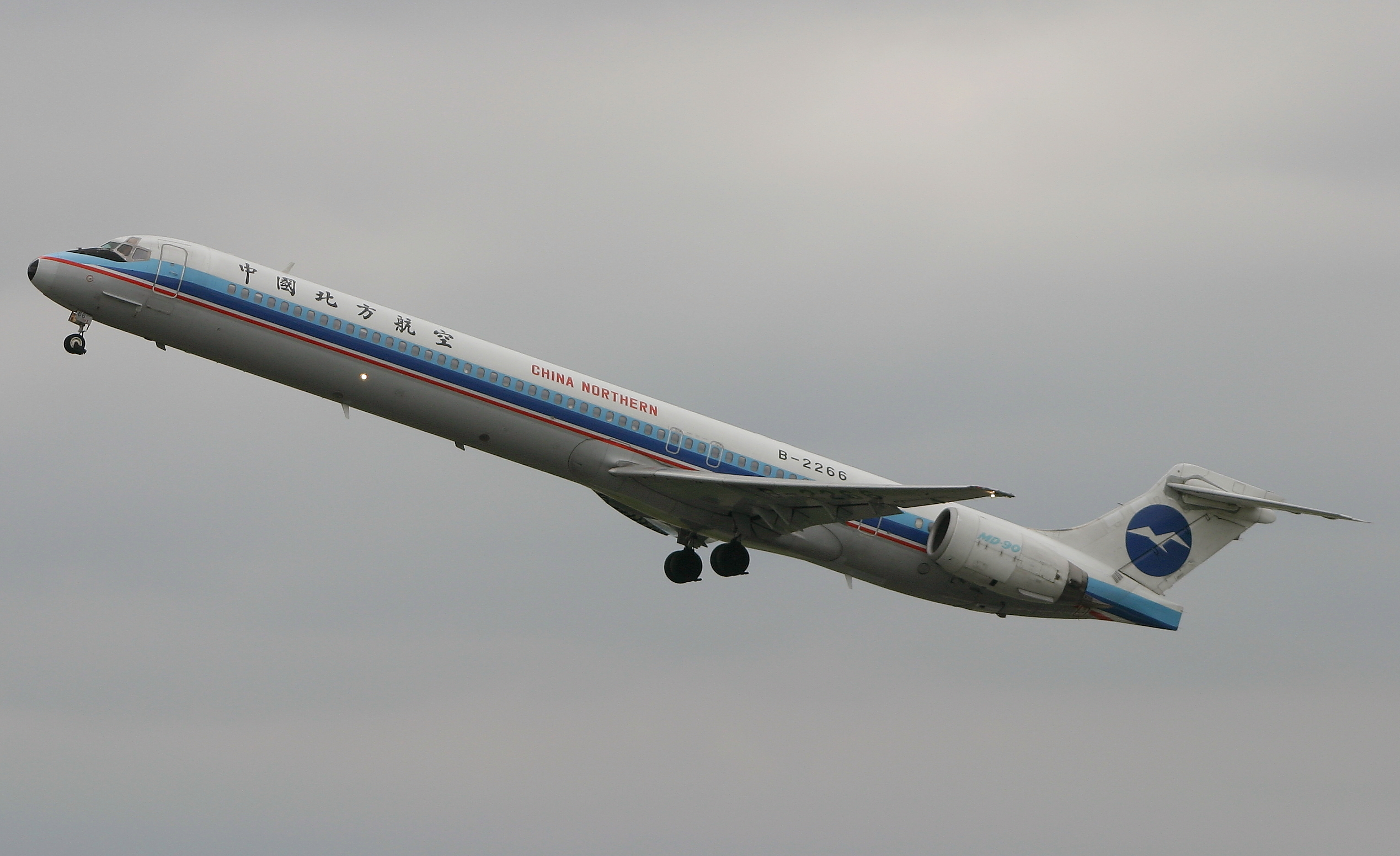
マクドネル・ダグラスMD-90
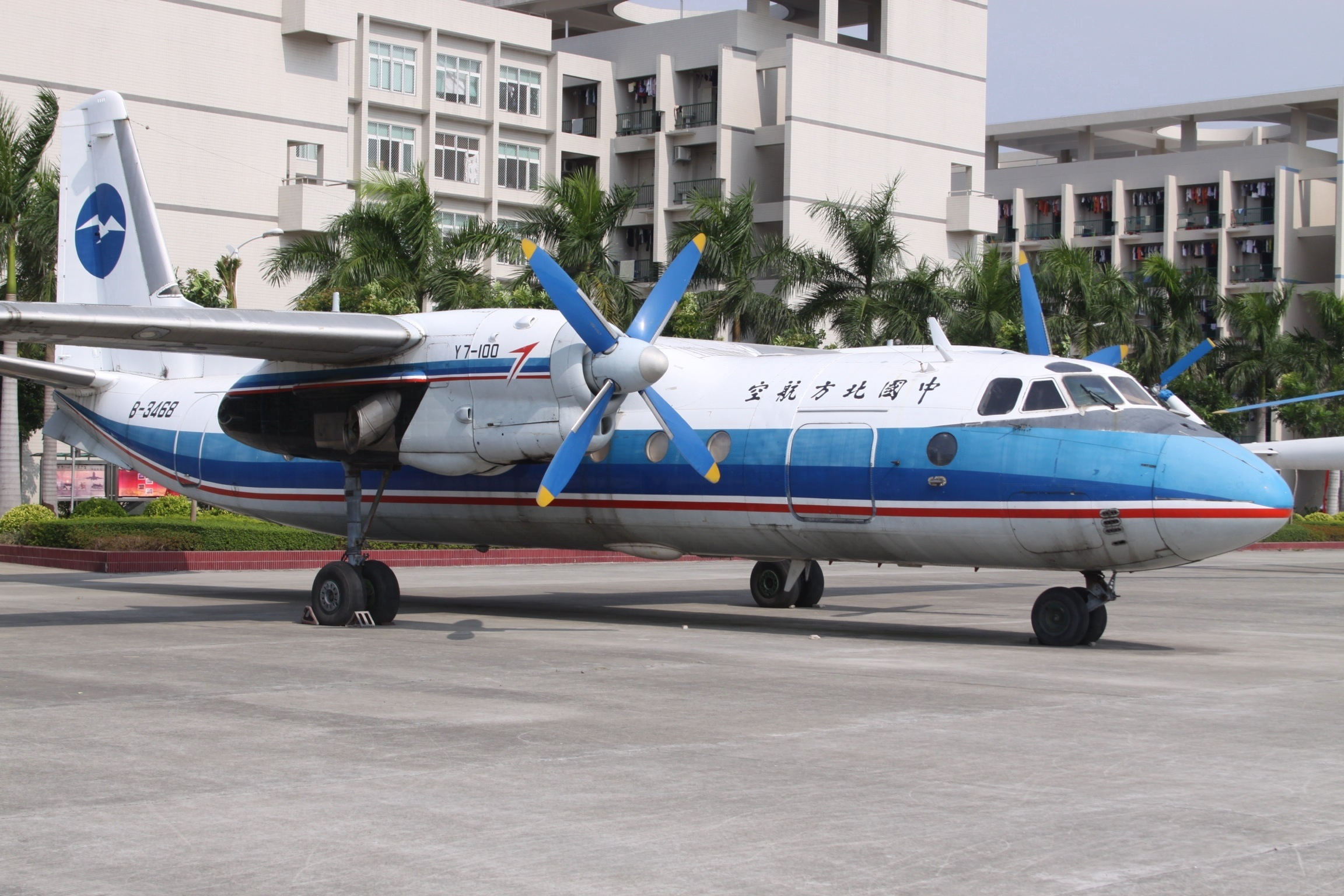
Y7-100